# Tom Cole
Thomas Jeffery Cole (ur. 28 kwietnia 1949) – amerykański polityk, członek Partii Republikańskiej. Od 2003 roku jest przedstawicielem czwartego okręgu wyborczego w stanie Oklahoma do Izby Reprezentantów Stanów Zjednoczonych.